# Mode under 1820-talet

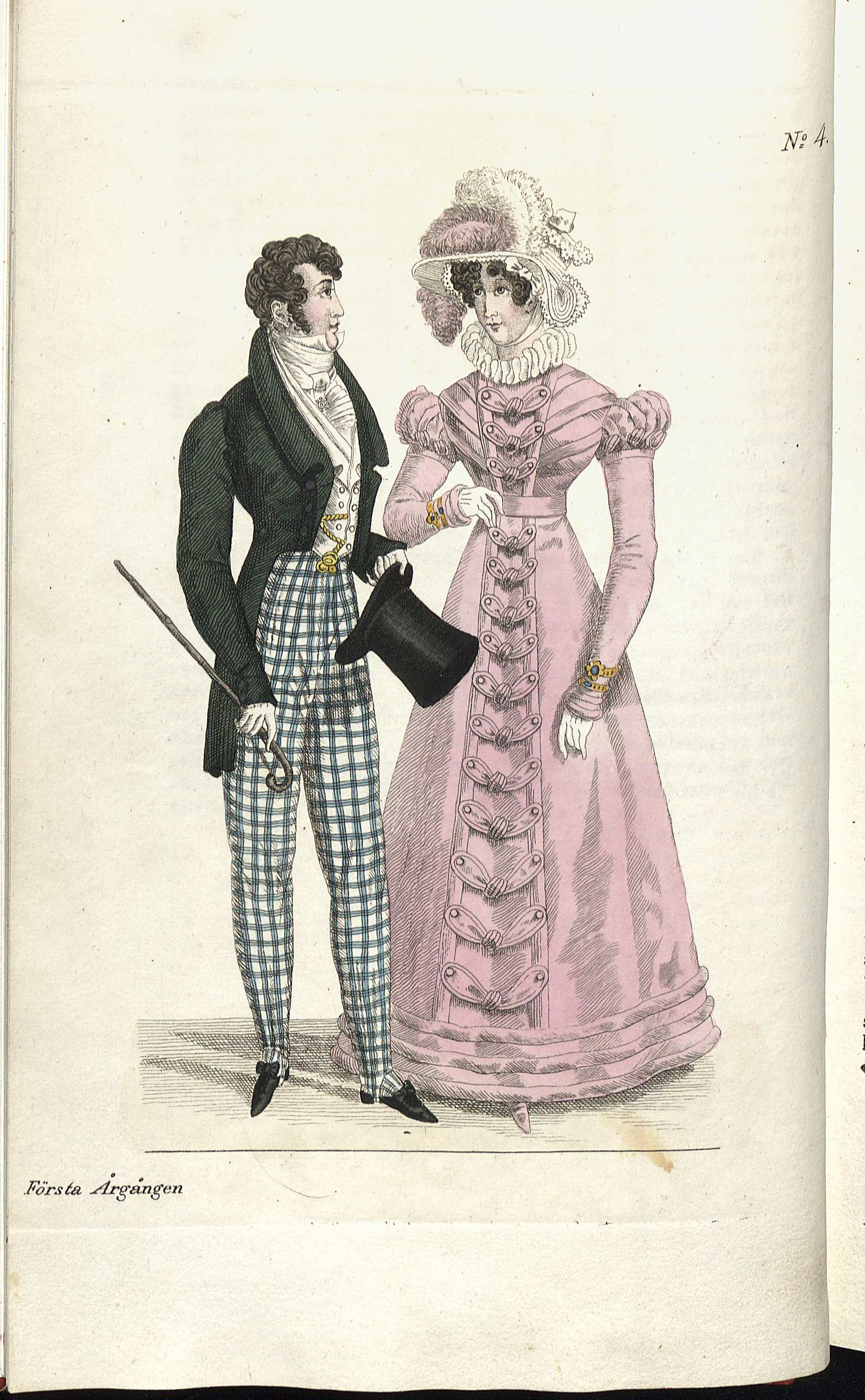
Magasin för konst, nyheter och moder 1823, illustration nr 4

Mode under 1820-talet syftar på modet i Europa under perioden mellan 1820 och 1830. Under denna tidsperiod var mode ett västerländskt fenomen, eftersom klädedräkten i andra delar av världen under denna tidsperiod bestod av en etnisk och kulturell klädedräkt, som inte genomgick förändringar efter modets växlingar på det sätt som skedde i Europa. 

## Allmänt
Efter restaurationen inträffade en reaktion inom modet. Följande år förkortades klänningen till att sluta ovanför fotknölarna och ärmarna blev långa: färger och mönstrade tyger blev moderna och klänningarna var inte längre enkla utan dekorerades med volanger, rosetter och tygblommor. 
Kvinnornas hår skulle nu åter vara långt, lockigt, uppsatt i vida frisyrer under vida hattar dekorerade med blommor och plymer. Midjan började också krypa nedåt.
Även herrmodet förändrades; knäbyxorna började försvinna och långbyxan blev modern; håret blev visserligen inte långt, men var inte längre snaggat utan lockat till ett moln, och kravatter, halsdukar och scarfes var moderna för män, nu uppträdde också den höga hatten. Den modemedvetne mannen representerades av dandyn, vars främste representant var Beau Brummell.

## Dammode

### Klädedräkt
Klänningens silhuett skulle vid denna tid vara formad ungefär som ett timglas. Livet var stelt med ett skärp en bit nedanför bysten, och en mycket bred krage som förstorade livet över bysten. En nästan slät kjol utan veck formad som en stel kon, vars form underströks av en rikligt dekorerad bård. Kjolen var relativt kort och visade fötterna. 
Under 1820-talet började midjan gradvis sänkas ned mot sin naturliga plats och från cirka 1825–1826 förekom modeller i modepressen med midjan på sin naturliga plats, även om en relativt hög midja fortfarande accepterades inom modet 1820-talet ut. På samma sätt blev kjolen långsamt vidare under 1820-talets gång tills den blev klockformad.  
I takt med att midjan sänktes kom korsetten att spela en viktigare roll igen, och för att skydda klänningen från att skavas av korsetten började man vid denna tid att bära en underklänning över snörliv, särk och underkjol.  

### Hår och huvudbonad
Den vanliga frisyren var en knut högt uppe på bakhuvudet med lockar på var sidan om en mittbena. Under 1820-talet var bahytten tillfälligt omodern, och rikligt dekorerade vidbrättade hattar upplevde en period av popularitet.

### Bildgalleri

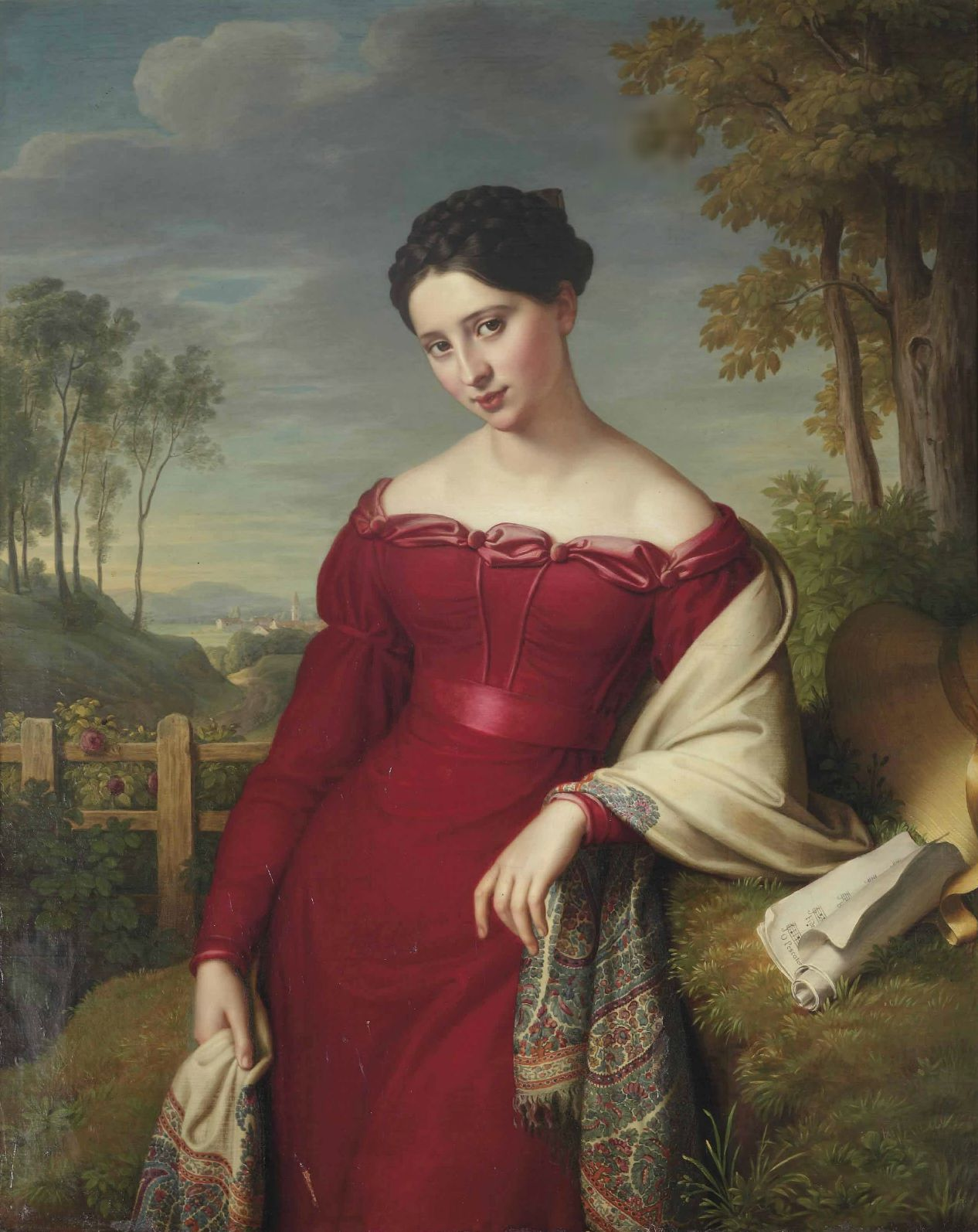
1824
Fredrika av Baden, 1826.
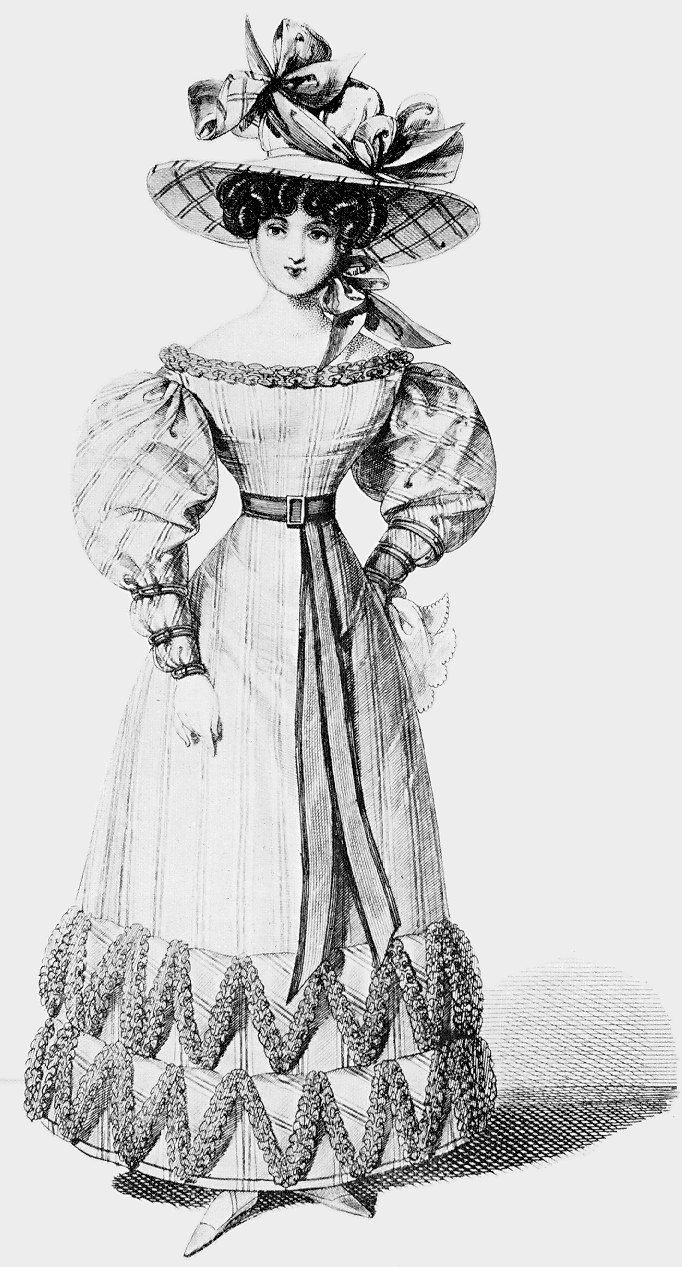
1826
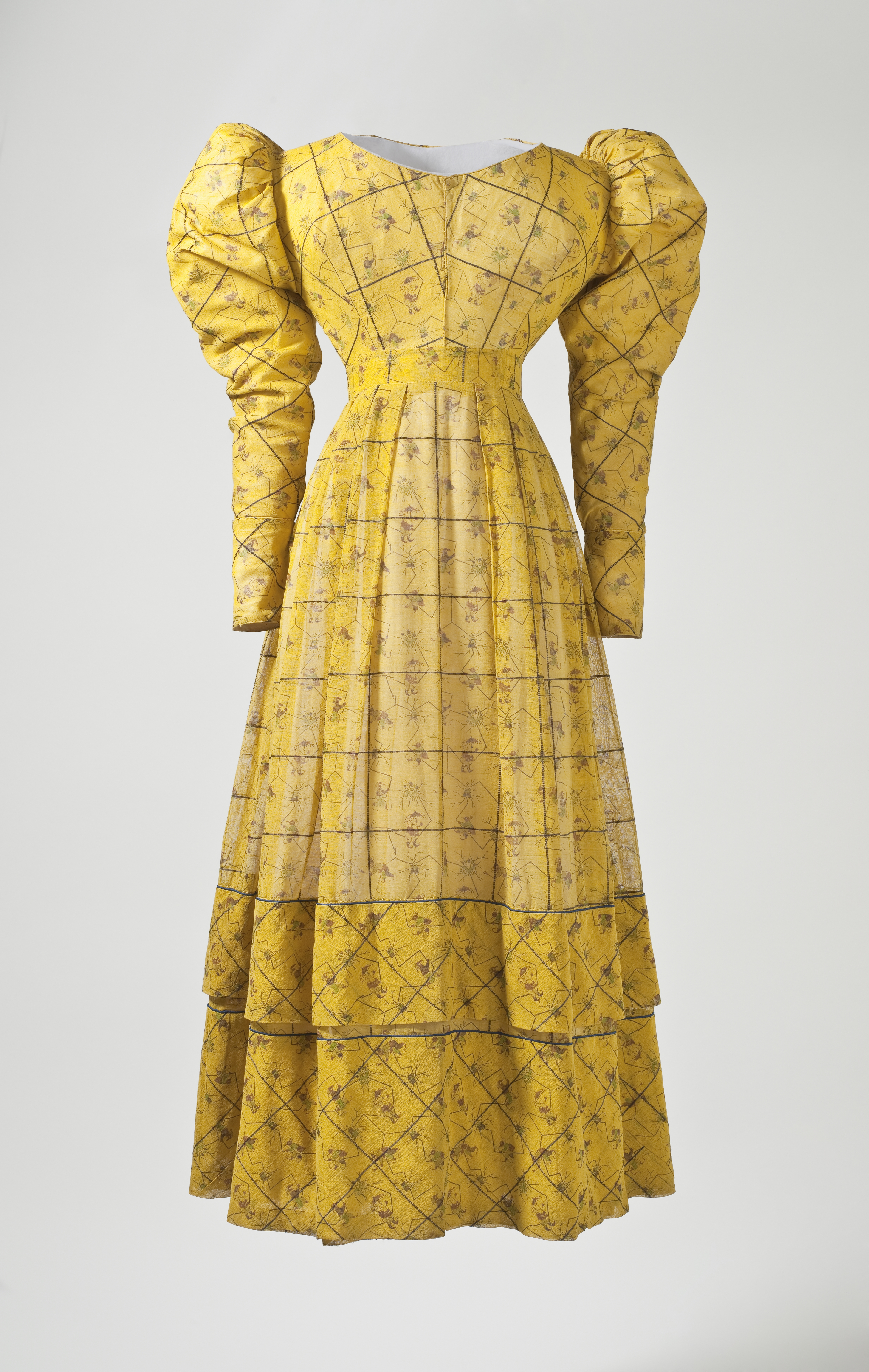
1827

## Herrmode
Den modemedvetne mannen representerades av dandyn, vars främste representant var Beau Brummell. Det var under just 1820-talet som dandyn slog igenom. 

### Klädedräkt
Skjortan hade fortfarande hög krage och kravatt. Kravatter, halsdukar och scarfes användes för att få bröstet att verka större, och ägnades stor uppmärksamhet. 
Över skjorta och väst bars en bonjour eller redingot av ylle eller sammet. Slagen hade nu fallit ned, för att ligga över axlarna i en slät så kallad sjalkrage. Rocken visade nu inte längre mycket av västen, eftersom rockens och byxornas höga midja sänktes och rocken knäpptes över västen i normal midjehöjd, medan de vida skjörten nu nådde nästan hela vägen runt, som en knälång kjol. 
Långbyxor slog nu igenom helt, och ersatte knäbyxor vid alla tillfällen utom till aftonklädsel och riddräkt. Byxorna var inte längre tättsittande utan blev tvärtom vidare och veckade över höfterna, fortfarande knäppt gylflucka och resår eller en hälla under foten.   
Liksom under föregående period hade byxor och rock alltid olika färg: att bära byxor och rock i samma färg antydde fattigdom, eftersom det betydde att man måste tänka ekonomiskt. Därför hade byxor och rock alltid olika färg. Som regel skulle byxorna vara ljusare än rocken, och kunde gärna vara rutiga, för att understryka kontrast mot rocken. 
Under denna tid var den muskulösa och vältränade manskroppen idealet. Det föreskrev en manlig version av timglasfiguren: för att ge intryck av att bröst, axlar och armarna var breda och muskulösa, skulle midjan göras smalare. För att åstadkomma denna effekt gjordes kravatten stor, slagen på rocken breda över bröstet, rockens  ärmar fick rynkade över axlarna, dess ryggparti smalt och dess skört vida, och byxorna vida över höfterna. Rocken kunde också vara vadderad på vissa ställen för att ge den önskade effekten av en vältränad manlig timglasfigur, och skräddarkonsten kunde, med hjälp av de styva ylletyger som ofta användes till rockar, sys för att forma kroppen. Det förekom att män, som inte hade en vältränad kropp, använde korsett för att göra midjan smalare. För att inte associeras med kvinnors korsetter kallades den gördel och var ofta inbyggd i form av stålfjädrar och snörning i västen. 

### Hår och huvudbonad
För första gången på två hundra år började skägg återigen bli modernt för män: först dock enbart i form av polisonger. De frisyrer som var moderna under denna tid var fortfarande kort i nacken, men gjorde håret stort, fluffigt och lockigt runt huvudet. Cylinderhatten hade nu helt slagit igenom och totalt ersatt tricornen som huvudbonad för män. 

### Bildgalleri

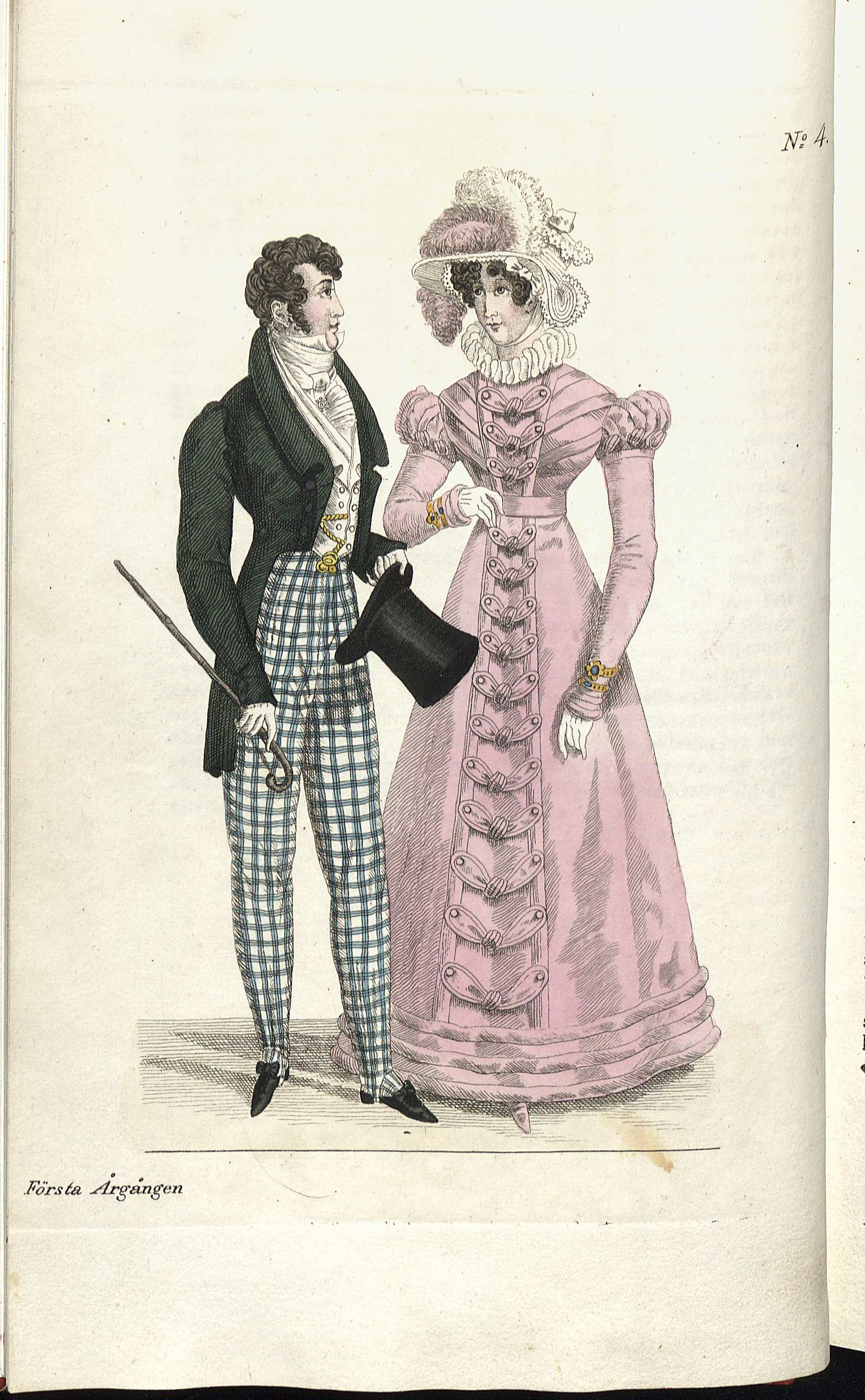
Magasin för konst, nyheter och moder 1823, illustration nr 4
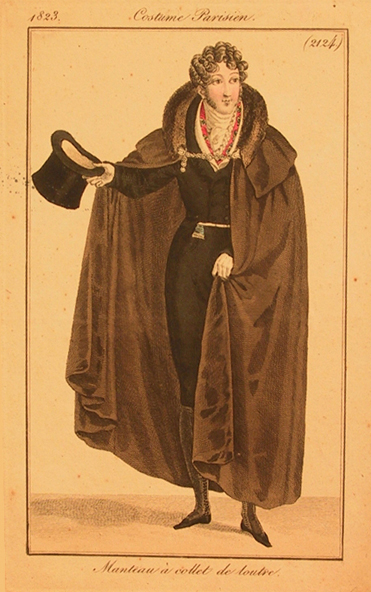
1823
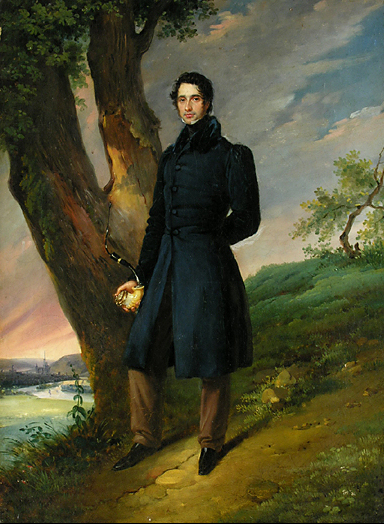

### Övriga källor
- Kybalova, L Den stora modeboken Folket i bilds förlag, Stockholm 1969
- Broby-Johansen, R., 1900-1987. - Kropp och kläder : [klädedräktens konsthistoria] / R. Broby-Johansen ; [övers.: Herbert Friedländer ; teckningar: Ebbe Sunesen] ; [dräkttermerna granskade av Björn Hallerdt].. - 1978 - 2., utök. uppl., 2. tr.. - ISBN 9129505976
- Gorsline, Douglas (1993[1952]). A history of fashion: a visual survey of costume from ancient times. London: Batsford
- Brown, Carolina (1991). Mode: klädedräktens historia genom fem sekler. Stockholm: Rabén & Sjögren
- Brown, Carolina (2005). Skönhetens mask ur den kroppsliga skönhetens historia. Enskede: TPB
- Jacobson, Maja (2009). Färgen gör människan: om färg, kläder och identitet från antiken till våra dagar. Stockholm: Carlsson
- Tydén-Jordan, Astrid (red.) (1987). Kungligt klädd, kungligt mode. Stockholm: Bergh